# Alsácia-Lorena

Alsácia-Lorena (vermelho) incorporada ao Império Alemão

A Alsácia-Lorena  foi um território de população germânica, originalmente pertencente ao Sacro Império Romano-Germânico, tomado por Luís XIV da França depois da Paz de Vestfália em 1648, mas devolvido pela França à Alemanha recém-unificada, conforme o Tratado de Frankfurt (10 de maio de 1871), que encerrou a Guerra Franco-Prussiana, e em seguida retomado pela França após a Primeira Guerra Mundial, nos termos do Tratado de Versalhes, de 1919. Foi anexado pelo Terceiro Reich alemão em 1940, durante a Segunda Guerra Mundial, e retomado pela França em 1945.

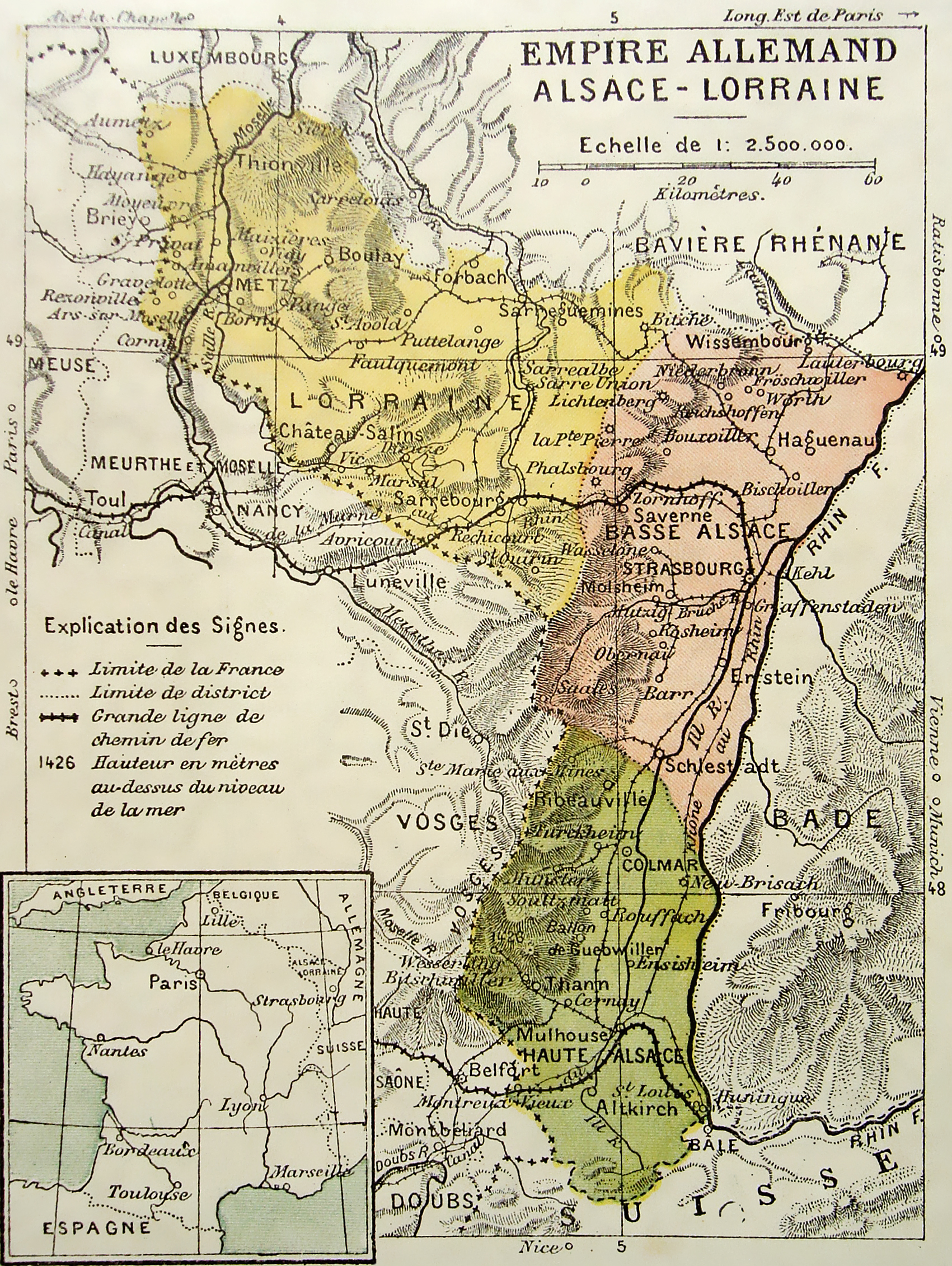
Alsácia-Lorena

A área é formada por 93% da Alsácia (7% da Alsácia permaneceram franceses) e 26% da Lorena (74% da Lorena permaneceram franceses). 
Diferentemente do resto da França, a Alsácia-Lorena reconhece o catolicismo como a religião de Estado, que subvenciona o clero. O presidente da França nomeia os bispos.
O território, atualmente chamado Alsácia-Mosela, compreende os departamentos do Alto Reno e do Baixo Reno (formando a Alsácia) e o departamento do Mosela (que forma a parte oriental da Lorena).
A região de Alsácia-Lorena foi alvo de tensão entre as relações germano-francesas até a dissolução do Terceiro Reich em 1945. A anexação prussiana da região após a Guerra Franco-Prussiana foi o principal motivo que levou a França a se aliar com o seu outrora inimigo, o Reino Unido após uma série de acordos que levaram a Entente Cordiale em 1904.